# Groupe de Roubaix
Ne doit pas être confondu avec Gang de Roubaix.
Le Groupe de Roubaix est le nom donné à un groupe d'artistes du Nord de la France, entre 1946 et 1975.

## Histoire[1]
Après la Seconde Guerre mondiale, la ville de Roubaix connaît un dynamisme inédit. Grâce à la présence d'industriels collectionneurs et de galeries audacieuses, le monde artistique va évoluer d'une façon nouvelle, s'affranchissant des modèles des générations précédentes. À Roubaix se constituera alors certaines des plus belles collections d'art contemporain, stimulant la création de cette région. Ces circonstances exceptionnelles vont amener certains jeunes artistes de la région à se lier dans un groupe informel, le « Groupe de Roubaix ».
La Piscine, à Roubaix, a consacré plusieurs expositions au groupe, en 1997-1998, et, plus récemment, en 2010. Depuis octobre 2018, le musée consacre une aile spécifique au groupe, située dans l’ancienne entrée de la piscine, en présentant un choix régulièrement renouvelé d’œuvres.

## Artistes du groupe de Roubaix
- Joseph Bontoux
- Jean-Robert Debock
- Michel Delporte
- Henri Delvarre
- Eugène Dodeigne
- Jacky Dodin
- Robert Droulers
- Maurice Esteve
- Paul Hémery
- Pierre Hennebelle
- René Jacob
- Pierre-César Lagage
- André Lanskoy
- Eugène Leroy
- Maurice Maes
- Alfred Manessier
- Maurice Morel (Abbé)
- Louis Parenthou
- Germaine Richier
- Marc Ronet
- Jean Roulland
- Arthur Van Hecke
- Noël Demeyer

Germain Hirselj, auteur de Le Groupe de Roubaix, précise que ce dernier réunit notamment :
- un Groupe des 10 : le peintre et sculpteur Robert Conte (1925-2013), le peintre et poète Michel Delporte (1927-2001), le sculpteur Eugène Dodeigne (1923-2015), le peintre Jacky Dodin (1929-1990), le peintre Paul Hémery (1921-2006), le peintre et pianiste de jazz Pierre Hennebelle (1926-2013), le peintre Pierre Leclercq (1928-2002), le peintre Eugène Leroy (1910-2000), le sculpteur Jean Roulland (1931-2021), Arthur Van Hecke ;
- des aînés : le peintre et conservateur du cimetière de Roubaix Henri Delvarre (1898-1974), le peintre Gérard Dupon (1902-1966), le peintre René Jacob (1905-1986), Maurice Maes (1897-1961), Louis Parenthou (1888-1982), le peintre Pierre-César Lagage (1911-1977), le peintre Noël Demeyer (1896-1983)
- mais aussi : le peintre Jean-Robert Debock (1928-2022), Noël D’Hulst (1916-1981), le peintre Robert Droulers (1920-1994), le peintre Marc Ronet (né en 1937).